# Nickolas Perry
Nickolas Perry (nacido el 3 de diciembre de 1967) es un director de cine, escritor, editor, fotógrafo e instructor de cine estadounidense que comenzó su carrera trabajando como asistente de cámara y asistente de dirección. Inició en películas independientes en San Francisco antes de convertirse en el editor de Francis Ford Coppola y asistente en Drácula de Bram Stoker .
En 1995, Perry escribió y dirigió Must Be the Music, un cortometraje protagonizado por Milo Ventimiglia y Michael Saucedo como adolescentes homosexuales en una noche de viernes en Los Ángeles. La película se estrenó en el Festival de Sundance de 1996 y posteriormente se distribuyó como parte de Boys Life 2 de Strand Releasing. La película llamó la atención del director Gus Van Sant, que produciría de forma ejecutiva el primer largometraje de Perry, Speedway Junky.
Perry escribió y dirigió Speedway Junky en 1999. La película se estrenó en el Festival Internacional de Cine de Berlín y fue protagonizada por Daryl Hannah, Jesse Bradford y Jonathan Taylor Thomas. En 2004, Perry coescribió, codirigió y editó The Hunting of the President, un documental estadounidense basado en la novela superventas del New York Times The Hunting of the President: The Ten Year Campaign to Destroy Bill and Hillary Clinton, escrita por los periodistas de investigación Joe Conason y Gene Lyons, y publicada por Thomas Dunne Books en 2000. Narrada por Morgan Freeman, la película se estrenó en el Festival de Sundance de 2004 y fue distribuida por 20th Century Fox. Junto con Harry Thomason, Perry fue nominado al premio Writers Guild of America al mejor guion de documental por la película.
Perry es miembro del Directors Guild of America y del Non-Fiction Writers Caucus del Writers Guild of America. Trabaja como script doctor y consultor en largometrajes y documentales de bajo presupuesto, asesorando a directores noveles en la finalización, distribución y comercialización de películas independientes.

## Seleccionar filmografía
- Metafisia 2012 (2010) (editor)
- The Hunting of the President (2004) (coguionista, codirector, editor)
- Speedway Junky (1999) (escritor, director)
- El credo (1998) (director)
- Boys Life 2 (1997) (escritor, director, segmento "Must Be the Music")
- Debe ser la música (1996) (escritor, director)